# Milton Keynes Dons Football Club 2008-2009
Questa voce raccoglie le informazioni riguardanti il Milton Keynes Dons Football Club nelle competizioni ufficiali della stagione 2008-2009.

## Stagione
La squadra, neopromossa nella League One, giunge al terzo posto perdendo la semifinale play-off per la promozione in seconda serie contro lo Scunthorpe United (1-1 all'andata, 0-0 al ritorno e sconfitta per 7-6 ai calci di rigore).

## Rosa
| N. |                             | Ruolo | Calciatore             |
| -- | --------------------------- | ----- | ---------------------- |
|    | Galles (bandiera)           | P     | Lewis Prince           |
|    | Francia (bandiera)          | P     | Willy Gueret           |
|    | Inghilterra (bandiera)      | P     | Nathan Abbey           |
|    | Spagna (bandiera)           | D     | Miguel Llera           |
|    | Inghilterra (bandiera)      | D     | Jude Stirling          |
|    | Inghilterra (bandiera)      | D     | Sean O'Hanlon          |
|    | Inghilterra (bandiera)      | D     | Shaun Cummings         |
|    | Zimbabwe (bandiera)         | D     | Adam Chicksen          |
|    | Inghilterra (bandiera)      | D     | Bondz Bondzanga N'Gala |
|    | Inghilterra (bandiera)      | D     | Dean Lewington         |
|    | Inghilterra (bandiera)      | D     | Carl Regan             |
|    | Inghilterra (bandiera)      | D     | Danny Swailes          |
|    | Irlanda del Nord (bandiera) | D     | Carl Magney            |
|    | Scozia (bandiera)           | C     | Peter Leven            |
| 26 | Inghilterra (bandiera)      | C     | Luke Chadwick          |

| N. |                        | Ruolo | Calciatore              |
| -- | ---------------------- | ----- | ----------------------- |
|    | Inghilterra (bandiera) | C     | Jason Puncheon          |
|    | Inghilterra (bandiera) | C     | Mark Wright             |
|    | Inghilterra (bandiera) | C     | Alan Navarro            |
|    | Irlanda (bandiera)     | C     | Stephen Gleeson         |
|    | Francia (bandiera)     | C     | Flavien Belson Bengaber |
|    | Irlanda (bandiera)     | C     | Keith Joseph Andrews    |
|    | Austria (bandiera)     | C     | Florian Sturm           |
|    | Inghilterra (bandiera) | C     | Luke Howell             |
|    | Canada (bandiera)      | A     | Ali Ngon Gerba          |
|    | Inghilterra (bandiera) | A     | Aaron Wilbraham         |
|    | Irlanda (bandiera)     | A     | Donal McDermott         |
|    | Norvegia (bandiera)    | A     | Tore André Flo          |
|    | Inghilterra (bandiera) | A     | Kevin Gallen            |
|    | Inghilterra (bandiera) | A     | Sam Baldock             |
|    | Inghilterra (bandiera) | A     | Daniel Powell           |

## Statistiche

### Statistiche di squadra
| Competizione        | Punti | In casa | In casa | In casa | In casa | In casa | In casa | In trasferta | In trasferta | In trasferta | In trasferta | In trasferta | In trasferta | Totale | Totale | Totale | Totale | Totale | Totale |
| Competizione        | Punti | G       | V       | N       | P       | Gf      | Gs      | G            | V            | N            | P            | Gf           | Gs           | G      | V      | N      | P      | Gf     | Gs     |
| ------------------- | ----- | ------- | ------- | ------- | ------- | ------- | ------- | ------------ | ------------ | ------------ | ------------ | ------------ | ------------ | ------ | ------ | ------ | ------ | ------ | ------ |
| Football League One | 87    | 23      |         |         |         |         |         | 23           |              |              |              |              |              | 46     | 26     | 9      | 11     | 83     | 47     |
| Totale              | -     | 23      |         |         |         |         |         | 23           |              |              |              |              |              | 46     | 26     | 9      | 11     | 83     | 47     |